# Calligonum membranaceum
Calligonum membranaceum là một loài thực vật có hoa trong họ Rau răm. Loài này được (I.G.Borshch.) Litv. mô tả khoa học đầu tiên năm 1913.